# 희망봉

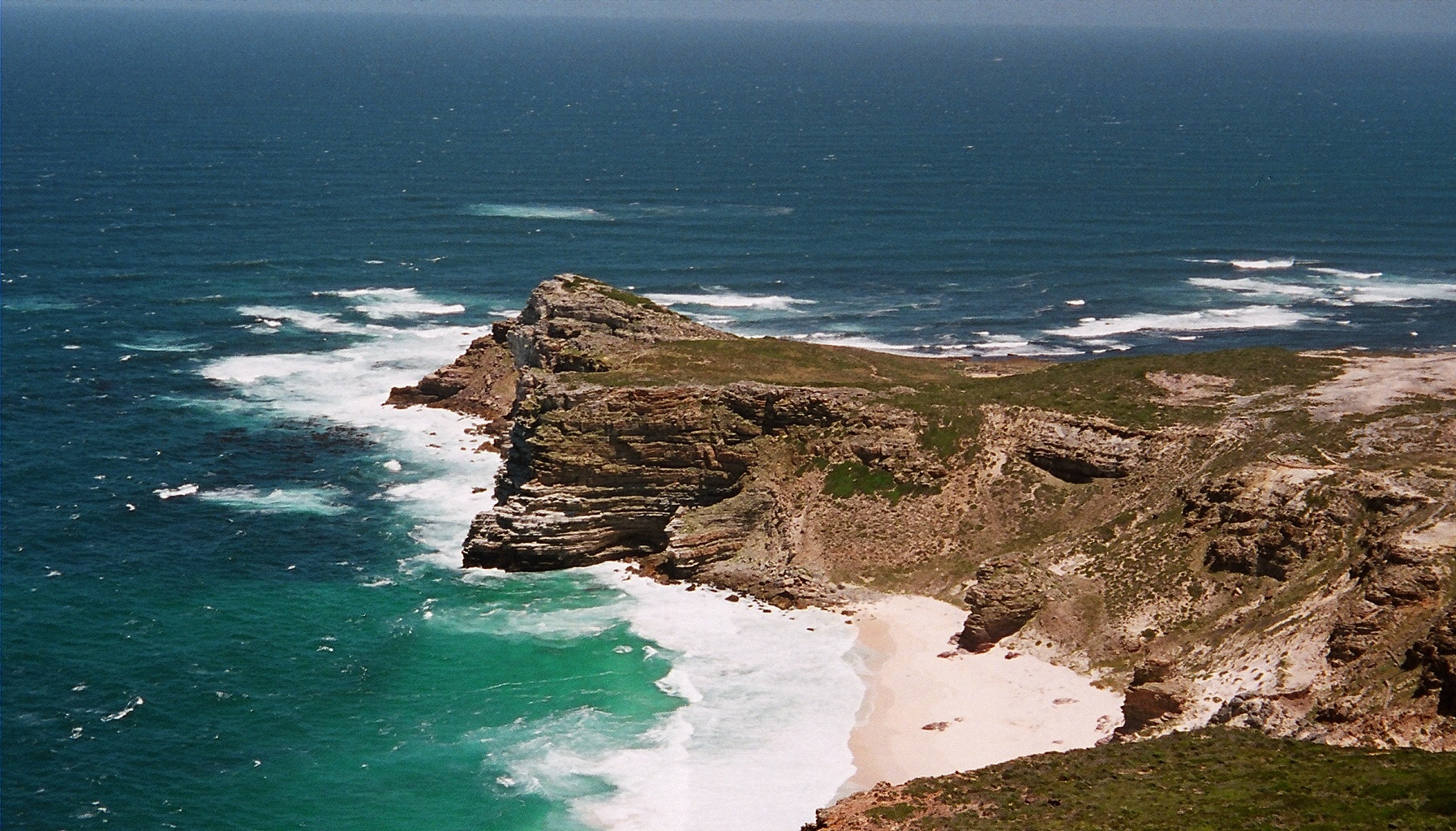
동쪽에서 바라본 희망봉.

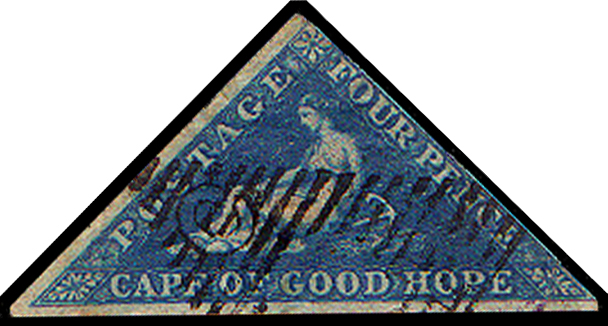
희망봉에서 발행된 19세기 말의 삼각형 우표.

희망봉(喜望峰, 문화어: 희망갑(喜望岬), 영어: Cape of Good Hope, 아프리칸스어: Kaap die Goeie Hoop, 네덜란드어: Kaap de Goede Hoop, 포르투갈어: Cabo da Boa Esperança)은 남아프리카 공화국의 대서양 해변에 있는 암석으로 이루어진 곶이다. 1488년에 포르투갈의 바르톨로뮤 디아스가 발견하여 '폭풍의 곶'(Cabo Tormentoso)이라 명명하였으나, 후에 포르투갈 왕 주앙 2세에 의해 "희망의 곶"으로 개명되었다고 전해지고 있다.

## 개요

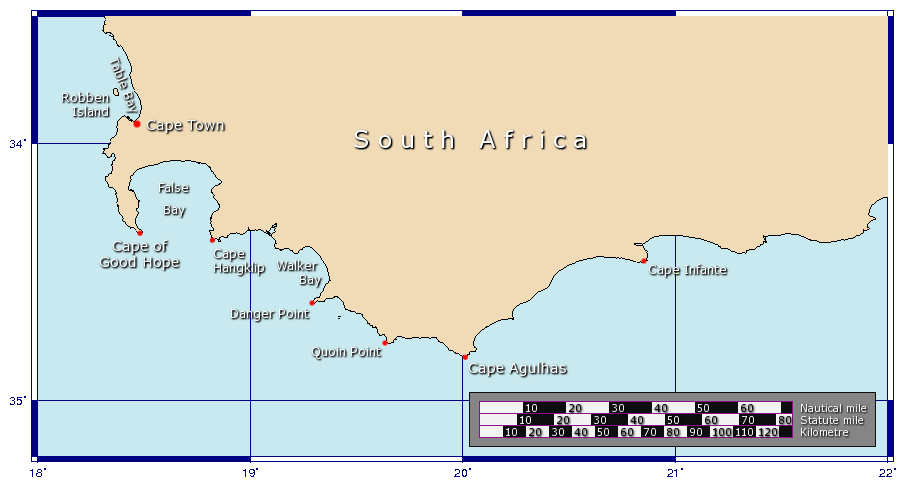
희망봉과 아굴라스 곶

희망봉은 남아프리카 공화국 웨스턴케이프 주 남서안에 있는 곶으로 케이프타운 남쪽 48km에 위치해 있다. 일반적으로 희망봉이 아프리카의 최남단이라고 생각하기 쉬우나, 이는 사실이 아니며 최남서단(最南西端)이다. 최남단 지역은 희망봉에서 동남쪽으로 150km 떨어진 곳에 있는 아굴라스 곶(Cape Agulhas)이다. 
끊임없이 불어오는 적도 이남 아프리카 해안의 남동풍이 희망봉에서부터 잦아들기 시작한다. 그 때문에 1488년 희망봉을 돌아 항해한 것은 포르투갈에 의한 극동 항로 개척에서 심리적으로, 그리고 지리적으로 중요한 이정표가 되었다.
남대서양의 그레이트 케이프들(great capes) 중 하나로서, 희망봉은 오랫동은 선원들에게 있어 특히 중요한 의미를 가진 곳이었고, 그래서 일반적으로 The Cape라고 불리었다. 희망봉은 범선(클리퍼)이 극동 지역과 오스트레일리아로 향할 때 이용하는 항해로(클리퍼 루트) 상의 중요한 이정표이다.
희망봉이라는 말은 또한 1652년 개설된 네덜란드 식민지 케이프 콜로니(Cape Colony)를 가리키기도 했으며, 1910년 남아프리카 연방(the Union of South Africa)이 결성되기 직전에는 케이프 주(Cape Province) 지역 전체를 가리키는 말로 사용되었다.

## 역사

### 대양 탐사

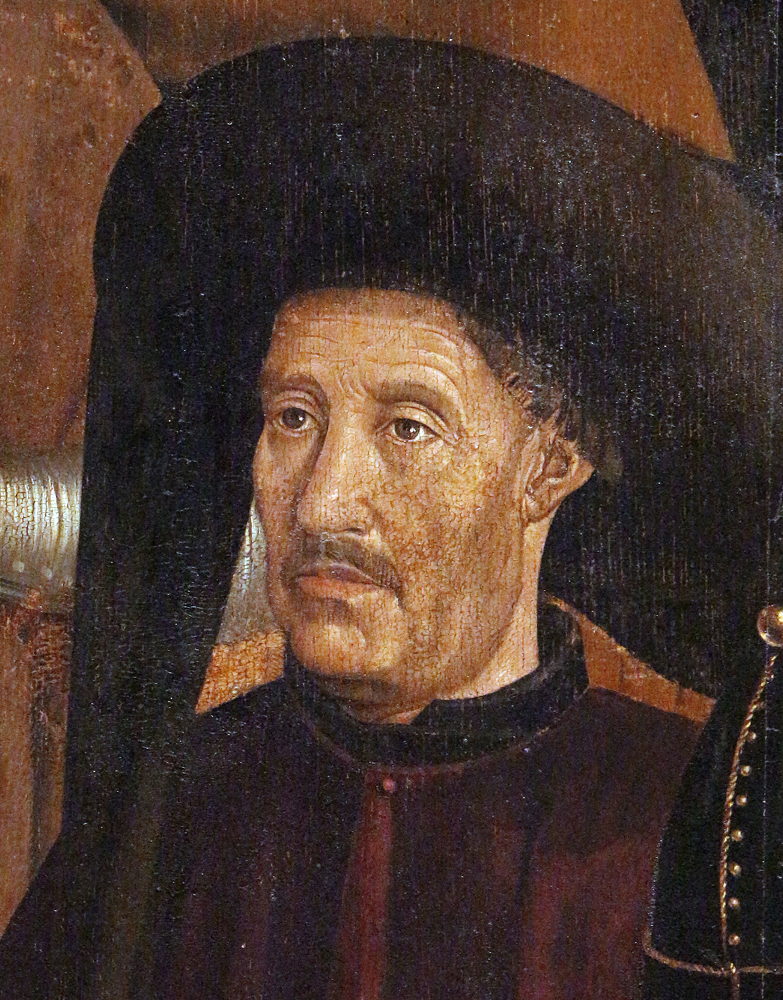
엔히크 왕자 (1394~1460)

서유럽의 변방 국가인 포르투갈은 좁은 국토와 부족한 자원으로 인해 매우 가난했다. 오랜 전쟁으로 국토가 황폐화되어 농업생산량은 부족했고 지중해와 북해무역에서 소외되어 있었다. 사방이 막혀있는 지정학적인 이유로 인해 세력과 영토 확장, 대외진출, 무역 등에 있어서 매우 불리했다. 이런 한계의 극복이 절실했던 주앙 1세는 대서양 탐사와 북아프리카 개척을 그 돌파구로 삼았다. 이런 해양탐사 사업을 실질적으로 주도한 이는 그의 아들 엔히크 왕자였다.
엔히크는 1415년에 세우타를 정복한후, 1419년에 사그레스 곶에 항해 연구소를 설립했다. 연구소에서는 항해사와 지도 제작자, 천문학자, 조선업자 등 항해 전문가들을 모집하여 해양 탐사에 대해 전문적으로 연구했다. 1419년, 마데이라 제도를 탐사하여 식민지화 하였고 이후 해양 탐험사적으로 볼때 큰 성과들도 거두었다. 그러나 해양탐사 사업은 막대한 비용이 들어간 것에 비해 경제적 실익이 적어 반대가 심했다. 결국 1460년에 엔히크가 사망하면서 사업이 중단되고 말았다.

### 희망봉 발견
중단되었던 해양탐사는 주앙 2세에 의해 재개되었다. 그의 지원하에 아프리카 서해안 탐사 사업은 큰 진전을 이루었고, 원양항해에 필요한 정보와 경험이 축적되었다. 이것을 바탕으로 1487년 8월에 바르톨로메우 디아스(1451~1500)가 왕명을 받아 3척의 배를 이끌고 리스본항을 출발하였다. 인도를 향한 신항로 개척과 전설상에 존재하는 프레스터 존이 다스리는 나라를 찾아 동맹을 맺는 것이 목표였다. 5개월가량 남하하던 선단은 1488년 1월 6일에 아프리카 남서부 해양에서 엄청난 폭풍을 만난다. 폭풍으로 인해 2주가 넘는 시간동안 표류하며 떠밀리던 배는 간신히 폭풍우를 피해 항해를 이어갔으나 30일 넘게 육지를 발견할 수 없었다.
아프리카 남단을 돌아 항해하고 있음을 뒤늦게 알게 된 디아스는 동북방향으로 기수를 잡아 아프리카 남동해안을 거슬러 올라가게 되었다. 3월 12일에 보에스만강 하구에 정박을 하여 휴식을 취한 뒤에 디아스는 계속 항해하여 인도로 가기를 원했다. 그러나 폭풍에 지치고 시달린 선원들과 지휘관들이 극렬히 반대하며 귀국을 종용했고 폭동을 일으킬 기세였다. 욕심을 접고 귀국길에 오른 선단은 5월경에 '폭풍의 곶'을 발견하였는데 디아스는 이 지역 근해에서 거친 폭풍우를 만나 고생을 심하게 했기 때문에 '폭풍의 곶(Cabo das Tormentas)'이라고 이름을 지었다. 이어진 긴 항해 끝에 1488년 12월에 리스본에 귀항하였다. 총 항해 일수는 16개월 17일이 이였으며 디아스가 발견후 이름 지은 '폭풍의 곶'은 주앙 2세에 의해 '희망봉'이라 재명명되었다.

### 신항로 개척

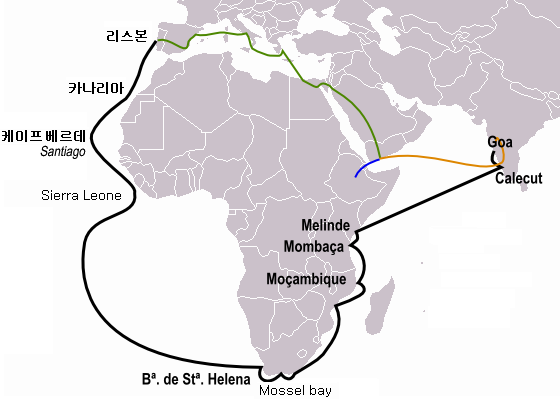
기존의 무역로와 개척한 신항로

희망봉 발견으로 인도로 가는 신항로는 곧 열릴 듯했다. 그러나 1491년 7월 아폰소 왕세자가 낙마사하자, 후계자 문제로 정국이 어수선해졌다. 또한 1492년에 경쟁국인 스페인에 지원을 받은 콜럼버스가 신대륙을 발견한후 발생한 영토분쟁으로 해양탐사 사업은 정체되었다. 1494년 6월에 토르데시야스 조약으로 분쟁은 해결되었으나 이듬해 1495년 10월에 국왕 주앙 2세(1455~1495)가 사망함으로 다시 추진력을 잃고 말았다.
신항로 개척사업은 마누엘 1세에 의해 재추진되었다. 왕명을 받은 바스쿠 다 가마는 170명의 선원과 4척의 함선을 이끌고 1497년 7월 8일에 리스본의 벨렝항을 출발하였다. 희망봉을 발견했던 바르톨로메우 디아스의 조언에 따라 항해한 다가마는 리스본을 떠난 지 316일(10개월 12일)만인 1498년 5월 20일 인도 캘리컷에 도착하여 신항로 개척사업을 완수했다. 이후 포르투갈은 인도와 향신료 무역을 통해 큰 부를 축적하였고 식민지 사업도 지속적으로 진행하였다. 이로인해 유럽인들은 대서양 개척과 해상을 통한 동방무역에 점차 관심을 가지게 되는등 대항해시대가 본격적으로 열리게 되었다.

### 식민 지배
1652년에 네덜란드 동인도 회사의 얀 반 리베크가 이 지역을 식민지화 하였고, 후에 케이프타운이 되었다.
1806년 - 나폴레옹 전쟁 중에 영국이 접수하였고, 1814년 영국-네덜란드 협정에 따라 영국령이 되었다.

## 의의와 영향
희망봉 발견으로 얻은 포르투갈의 가장 큰 수확은 인도로 가는 항로를 찾을 수 있다는 가능성이 현실로 다가왔다는 사실이었다. 이는 당대 유럽인들에게 엄청난 의미를 가져다 주었다. 그때까지 유럽의 지리학에서는 아프리카의 남쪽에 또 다른 거대한 대륙이 있고, 이것이 아프리카와 연결되어 있어서 바다를 통해 인도로 가는 것이 불가능하다는 설이 유력했다. 그런데 이제 인도까지 가는 바닷길의 가능성을 직접 확인하게 된 것이다.
그러나 희망봉 발견은 유럽인들에게만 희망이었을 뿐, 원래 이곳에 살던 코이산(Khoisan) 족 같은 현지인들에게는 불행의 시작이었다. 아시아와 유럽 간 원거리 항해 중에 선원들이 휴식을 취하고 보급품을 충전하는 중간 정박지로서 좋은 여건을 가진 이 지역은 유럽인들의 식민지로 변모했기 때문이다. 또한 네덜란드인, 프랑스계 신교도들(위그노), 독일인, 영국인 등이 들어와 주변 지역으로 팽창해 가면서 전쟁과 약탈, 인종차별의 역사가 전개되었다.

## 한국어 명칭
한자로는 '希望峯'이 아닌 '喜望峯'이라고 쓴다. 일본에서 처음 이 지명을 번역할 당시 Good Hope를 흔히 사용하는 希望(희망)이 아니라 喜望(기쁜 희망)으로 번역했다는 설이 있으나 자세한 이유는 전해지지 않고 있다. 또한 희망봉은 지형 상 봉우리가 아니라 곶이지만 봉으로 잘못 번역되어 있다. 중국어로는 '好望角'(좋은 희망 곶) 이라고 표기하고 있다.